# Уйи-ле-Виконт
Уйи́-ле-Вико́нт (фр. Ouilly-le-Vicomte) — коммуна во Франции, находится в регионе Нижняя Нормандия. Департамент коммуны — Кальвадос. Входит в состав кантона Лизьё 1-й кантон. Округ коммуны — Лизьё.
Код INSEE коммуны — 14487.

## Население
Население коммуны на 2010 год составляло 871 человек.
| 1962 | 1968 | 1975 | 1982 | 1990 | 1999 | 2010 |
| ---- | ---- | ---- | ---- | ---- | ---- | ---- |
| 421  | 570  | 762  | 854  | 810  | 784  | 871  |

## Экономика
В 2010 году среди 482 человек трудоспособного возраста (15—64 лет) 344 были экономически активными, 138 — неактивными (показатель активности — 71,4 %, в 1999 году было 66,6 %). Из 344 активных жителей работали 326 человек (175 мужчин и 151 женщина), безработных было 18 (7 мужчин и 11 женщин). Среди 138 неактивных 37 человек были учениками или студентами, 76 — пенсионерами, 25 были неактивными по другим причинам.